# Críquete nos Jogos Olímpicos de Verão de 1900
O críquete foi disputado apenas uma vez nos Jogos Olímpicos, na edição de Paris 1900. Inicialmente quatro equipes disputariam o torneio, mas Bélgica e Países Baixos desisitiram da competição e Grã-Bretanha e França, representados por times locais, realizaram o único jogo do torneio olímpico. O jogo de dois dias teve início em 19 de agosto no Vélodrome de Vincennes.

## Medalhistas
|  | GBR Grã-Bretanha |  | FRA França |  |  |
|  | Devon and Somerset Wanderers Charles Beachcroft Arthur Birkett Alfred Bowerman George Buckley Francis Burchell Fred Christian Harry Corner Frederick Cuming William Donne Alfred Powlesland John Symes Montagu Toller |  | French Athletic Club Union W. Anderson W. T. Attrill J. Braid W. Browning R. Horne T. H. Jordan Arthur McEvoy D. Robinson F. Roques Alfred Schneidau Henry Terry Philip Tomalin |  |  |

## Resultado
| GBR Grã-Bretanha | 262 - 104 | França FRA |